# The Law Rustlers
The Law Rustlers er en amerikansk stumfilm fra 1923 af Lewis King.

## Medvirkende
- William Fairbanks som Phil Stanley
- Edmund Cobb som Harry Hartley
- Joseph W. Girard som Sol Vane
- Ena Gregory som Glory Sillman
- Ashton Dearholt som Eph Sillman
- Wilbur McGaugh som John Cale
- Claude Payton som Doc Jordan
- Mark Hamilton som Preacher Cobb